# Oligosoma waimatense
Oligosoma waimatense — вид сцинкоподібних ящірок родини сцинкових (Scincidae). Ендемік Нової Зеландії.

## Поширення і екологія
Ophiomorus waimatense мешкають в горах на Південному острові Нової Зеландії. Вони живуть серед кам'янистих осипів, на висоті від 400 до 1750 м над рівнем моря.

## Збереження
МСОП класифікує стан збереження цього виду як близький до загрозливого. За оцінками, популяція Oligosoma waimatense становить від 5 до 20 тисяч особин. Їм загрожує знищення природного середовища і хижацтво з боку інтродукованих тварин.